# Bayfm It!
BAYFM It!（ベイエフエム・イット）はBAYFMで2016年4月からスタートした番組である。
本項目では当番組から派生したIt! Pikaco Editionについても記載する。

## 概要
2013年4月1日から2016年3月31日まで放送していた『With you』木曜日担当のピカ子と曽根由希江を残して放送を開始した番組。基本的にメッセージはフリーテーマで、曲は洋楽・邦楽関係なくオンエアしている。
2023年4月3日にリニューアルを実施。『YAMAMAN presents MUSIC SALAD FROM U-kari STUDIO』終了後に放送されていた『BRAND NEW HOT LINE』と『BAYFM TRAFFIC UPDATES』に充てていた時間帯を当番組に組み込み12:51スタートになったほか、月〜水曜日は日替わりのパートナーを起用し、春原とのツインナビゲートとなった。当番組が成人の日に重なる場合、MAXIMUM POWER ROCK TODAY放送のため休止する。

## 出演

### 現レギュラー

#### 現在
月曜〜水曜パーソナリティ
- 春原佑紀
- 利根健太朗 （月曜パートナー2023年4月より）

月曜パートナー就任以前も、番組内ジングル（いわゆる「お兄さん」の声）を担当しており、パートナー就任時に声の主が判明した。
- 週替わりで担当(火曜パートナー、2025年4月〜より)
- 春風亭昇也（水曜パートナー、2023年4月より）
- ピカ子 (木曜パーソナリティ)
  - 前番組より引き続き担当。2019年4月より木曜のみ「Pikaco Edition」として他曜日と区別している（詳細は後述）。
- 菖蒲理乃 （木曜アシスタント、2020年10月より）

#### 過去
- 曽根由希江（木担当DJ／2016年4月4日 - 2017年3月30日）
- 宇佐美友紀（木担当DJ／2017年4月6日 - 2019年3月28日）
- 佐藤弥生（木曜「Pikaco Edition」アシスタント／2019年4月4日 - 2020年9月24日）
- 山瀬まみ（火曜パートナー、2023年4月〜2025年2月25日）※2025年3月5日から体調不良のため休演中

### 代理DJ
春原の代理
- 曽根由希江
- 松本英子
- ANNA
- 光永亮太
- 福田麻衣
- ケイ・グラント
- きゃんひとみ
- 門脇知子
- 斉藤りさ
- 浜口順子 - 2019年3月20日
- 有馬隼人 - 2024年3月19日

宇佐美の代理
- 岡田ロビン翔子 - 2019年2月28日

山瀬の代理
- 井森美幸 - 2025年4月8日、15日、22日、29日
- 湯上響花 - 2025年5月6日、13日、20日、27日、6月3日、10日、17日、24日
- 川村エミコ - 2025年7月1日、8日、15日、22日、29日
- くわばたりえ - 2025年8月5日、12日、19日、26日

## タイムテーブル（月〜水）
オープニング
12時51分、前番組からステブレレスで開始され春原と曜日パートナーの2人でトークする。12時57分頃に交通情報を挟んだ後、13時より番組ジングルが流れる。13時からのオープニングをグランドオープニングと称する。
はぴねすくらぶラジオショッピング
13時22分頃に放送、はぴねすくらぶ提供のラジオショッピング。はぴねすくらぶのショッピングキャスターと春原とで進行する。2022年3月までは「RADIO PRO SHOPPER」。
2時のちょいっと
時報明けに「ちょいっとキャスター」春原がちょいっとした話題を紹介する。
音楽企画（月曜日）
SiziUの世界（火曜日）
SiziUの春原佑紀が子どもの頃に流行ったこと、青春時代に夢中になったことを楽しく振り返る。
やさしい生活（月曜日） 14時42分頃
地球にやさしく、明日にやさしいSDGsのアクションをみんなで考えるコーナー。
スーパーでお宝探し（火曜日） 14時40分頃
貴重な食材や調味料など、身近なところで手に入るお宝商品を紹介するコーナー。
そごう千葉店 presents “Let’s SO-GO!”（水曜日） 14時38分頃
あらゆるジャンルのトレンドと出会える「そごう千葉店」から、酒井道代がレポート。
3時の「ちゃ」
時報明けのコーナー。旧コーナー名は3時の「す」。2023年3月までは火曜日のみ春原もお菓子を食べることができた。
CHIBA-ICHI探険隊（隔週・月曜日） 15時5分頃
千葉県提供。お笑いタレントチバハラの千葉宗幸を迎え、千葉の逸品、名品に迫る。2022年3月まで毎週の放送だったが、2022年4月より月2回の不定期放送に。
千葉JJ（隔週・月曜日） 15時5分頃
縄文時代の千葉にまつわる情報を紹介する、神出鬼没のコーナー。
メディカル・アップデイツ（火曜日） 15時5分頃
亀田総合病院の医師・看護師等スタッフが出演し、医療にちなんだ情報を伝える。
ヤマザキ・ゴールデン・ジュークボックス（水曜日） 15時5分頃
ヤマザキパン提供。◯年前の今頃に発売された曲を一曲オンエア。
エンディング 15時47分頃
クロストークについては2022年3月まで放送されていたThe BAY☆LINEのDJとは行っていたが、2022年4月から放送開始したシン・ラジオでは行われていない。
UPDATES
TRAFFIC：12時57分頃、13時38分頃、14時38分頃、15時18分頃、15時38分頃
WEATHER：13時55分頃
UPDATES：14時57分頃
TRAFFICの呼びかけ及びWEATHERは春原が担当し、UPDATESのみ情報アナウンサー（基本的に月：斉藤ことえ火：堀之内優、水：高島由紀子）が担当する。

### 過去
RADIO PRO SHOPPER（〜2022年3月）
13時20分頃と15時20分頃に放送されていた、日本直販提供のラジオショッピング。週替わりショッピングキャスター（リリアン原山・バーバラ田所・マリー稲葉のいずれか1名）と月曜〜水曜は春原、木曜は菖蒲で進行していた。

## 出来事
- 2018年4月30日放送分は、春原に加えて、アシスタントに千葉宗幸を迎えて『ユアエルム presents It! Spring Festival』を放送。ユアエルム八千代台店特場ステージから公開生放送を実施。
- 2018年10月8日は、ホリデー特番『Route 78 Cruisin AUTUMN AOR』（DJ：門脇知子）の放送に伴い休止。
- 2019年3月20日は、春原が休みのため浜口順子が代理を務めた。なお、春原は前日3月19日の『INTER X-PRESS』DJの門脇知子が喉の不調で休んだため急遽ピンチヒッターを務めている（番組を休むことは事前に決まっていた）。
- 2019年9月23日は、『bayfm 30th Anniversary special bay with you. Song with you.』（9:00〜11:53、13:00〜18:55）放送のため、当番組自体は休止。なお、春原は、きゃんひとみと共演。
- 2020年11月23日は、『ROAD GOES ON 京葉道路全線開通40周年スペシャル』放送のため、当番組自体は休止。なお、春原がメインパーソナリティを務めコーナーゲストに里崎智也、押切もえを迎えた。
- 2021年5月3日〜5月5日（月〜水曜日）は特別番組『bayfm GOLDEN MUSIC JOURNEY』[1]放送の為、休止した。[要出典]
- 2023年5月3日（水曜日）は『柏高島屋ステーションモールPremium Style』（DJ：柴田幸子）を放送のため当番組は休止した。
- 2023年11月23日（木曜日）は『9の音粋スピンオフ特番ジェネジェネ90s -鳴り響けボクらのJ-POP-』（DJ：ジェネリック・ジェネシス【ヒャダイン&ミラッキ大村】）を放送のため「IT! PIKACO EDITION」は休止した。

## It! Pikaco Edition
2019年4月以降、木曜日は「Pikaco Edition」と称し月〜水とは区別されており、出演者（先述）、番組構成、ジングルやBGMが木曜独自のものとなっている。
月 - 水は上述のようにリスナー参加型のコーナーが主軸だが、木曜日は特別なコーナーを設けず「メールテーマ」を決めてリスナーからメッセージを募集し、寄せられた報告や相談を基にピカ子とアシスタントがトークを繰り広げるスタイルとなっている。

### タイムテーブル
はぴねすくらぶラジオショッピング
月 - 水と同様、はぴねすくらぶのショッピングキャスターと菖蒲とで進行する。
UPDATES
放送時間は月 - 水と同様。TRAFFICの呼び掛けはピカ子、WEATHERは菖蒲、UPDATESは情報アナウンサー（基本的には関家麻紀子）がそれぞれ担当する。
エンディング
月 - 水と同様に後番組とのクロストークは行われない。